# Modelagem de crescimento latente
A modelagem de crescimento latente é uma técnica estatística usada no estudo da modelagem de equações estruturais (SEM) para estimar trajetórias de crescimento. É uma técnica de análise longitudinal para estimar o crescimento ao longo de um período de tempo. É amplamente utilizada no campo da psicologia, nas ciências comportamentais, na educação e nas ciências sociais. É também chamada de análise da curva de crescimento latente. O modelo de crescimento latente foi derivado de teorias de SEM. Software SEM de propósito geral, como OpenMx, lavaan (ambos os pacotes de código aberto baseados em R), AMOS, Mplus, LISREL ou EQS, entre outros, podem ser usados para estimar as trajetórias de crescimento.

## História
Modelos de crescimento latente representam medidas repetidas de variáveis dependentes em função do tempo e de outras medidas. Esses dados longitudinais compartilham as características de que os mesmos sujeitos são observados repetidamente ao longo do tempo e nos mesmos testes (ou versões paralelas) e em momentos conhecidos. Na modelagem de crescimento latente, a posição relativa de um indivíduo a cada momento é modelada como uma função de um processo de crescimento subjacente, com os melhores valores de parâmetro para esse processo de crescimento sendo ajustados a cada indivíduo.
Esses modelos têm crescido em uso em pesquisas sociais e comportamentais, uma vez que foi demonstrado que eles podem ser ajustados como um modelo de fator comum restrito na estrutura de modelagem de equações estruturais.
A metodologia pode ser usada para investigar mudanças sistemáticas, ou crescimento, e variabilidade interindividual nesta mudança. Um tópico especial de interesse é a correlação dos parâmetros de crescimento, o chamado status inicial e taxa de crescimento, bem como sua relação com covariáveis variantes e invariantes no tempo.
Perguntas semelhantes também podem ser respondidas usando uma abordagem de modelo multinível.